# Kobberbirk
Kobberbirk (Betula utilis var. utilis) er en variant af himalayabirk. Ofte sammenblandes denne variant med rødbirk under synonymet Betula albosinensis var. septentrionalis.
Kobberbirk afviger fra rødbirk ved, at barken på ældre grene og stammer er mere rent kobberrød, og ved, at den skaller af i papirtynde flager. Den afviger fra de kloner af himalayabirk, som forhandles i Danmark, ved sin kobberrøde barkfarve – især på unge grene.
Kobberbirk kommer fra Nepal, Tibet og Vestkina.